# توماس چانکالای
توماس چانکالای (انگلیسی: Tomás Chancalay؛ زادهٔ ۱ ژانویهٔ ۱۹۹۹) بازیکن فوتبال اهل آرژانتین است.
از باشگاه‌هایی که در آن بازی کرده‌است می‌توان به اشاره کرد.
وی همچنین در تیم ملی فوتبال زیر ۲۰ سال آرژانتین بازی کرده‌است.